# Бурга (деревня)
Бу́рга — деревня в Маловишерском муниципальном районе Новгородской области, административный центр Бургинского сельского поселения; находится в 18 км к юго-востоку от Малой Вишеры.
В деревне расположена одноимённая железнодорожная станция на главном ходу Октябрьской железной дороги, а по северной окраине деревни протекает одноимённая река.
| 2010 | 2011 |
| ---- | ---- |
| 748  | ↗929 |

## История

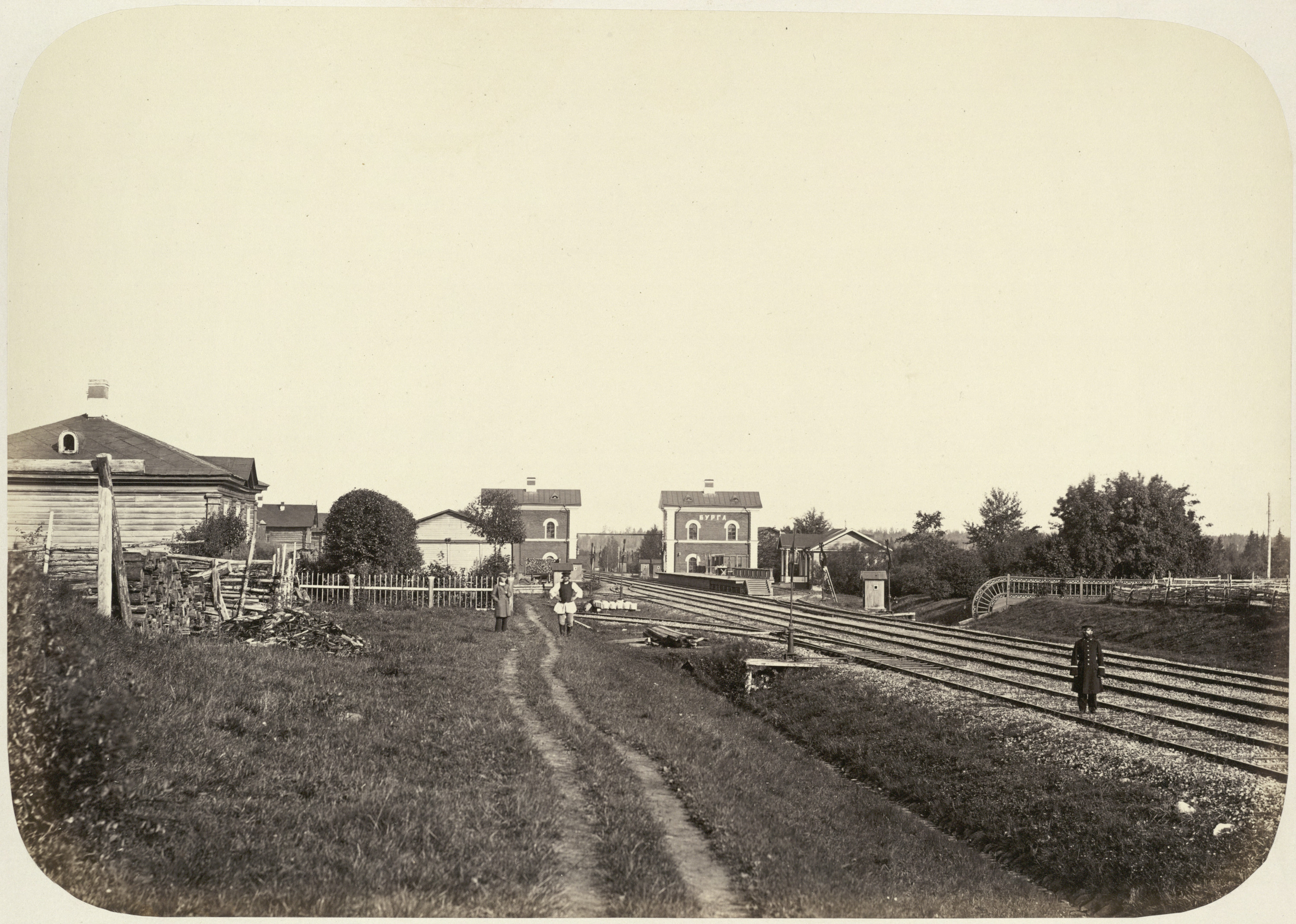
Железнодорожная станция Бурга в 1860-е годы.

В XVI веке упоминается как погост Бурга. Развитие он получил после строительства железной дороги в середине XIX века. К 1909 году в Бурге находилось: волостное управление, почта, школа, земская конная станция, две церкви. В Бурге был организован в начале 1930-х годов колхоз «Великий путь».

## Транспорт
Железнодорожная станция. Автомобильные дороги в Кленино и Лопотень, по которым следуют автобусы из Малой Вишеры. В 1 км от Бурги проходит автотрасса Р53 Спасская Полисть — Селищи — Малая Вишера — Любытино — Боровичи.

## Инфраструктура
- Средняя общеобразовательная школа на 200 мест
- Детский сад на 10 мест
- Библиотека
- Фельдшерско-акушерский пункт
- Продуктовые магазины
- Общественная баня
- Лесничество
- Пилорама
- Хозтоварный магазин
- Автозаправочная станция
- Церковь Пантелемона Целителя
- Сотовые вышки МТС, ТЕЛЕ 2, МЕГАФОН

## Развлечения
- Кафе «Мираж»
- Клуб-бар (дискотека, бильярд)
- Дом культуры
- Кафе "Лентауз"